# Дискография Адели
Дискография британской автора-исполнительницы Адели насчитывает четыре студийных альбома, два мини-альбома, один видеоальбом и семнадцать синглов.
В январе 2008 года Адель выпустила альбом 19, которому предшествовали два сингла: «Hometown Glory» и «Chasing Pavements». Дебютная пластинка молодой певицы сумела возглавить хит-парады Нидерландов и Великобритании, и уже через месяц после выхода была сертифицирована Британской ассоциацией производителей фонограмм (BPI) как платиновая. «Chasing Pavements» достиг второй позиции британского чарта, а также возглавил хит-парад Норвегии и был удостоен «Грэмми» в номинации «лучшее женское вокальное исполнение», при этом сама Адель одержала победу в категории «лучший новый исполнитель». Последовавший в январе 2011 года диск 21 возглавил хит-парады десятков стран, став самым продаваемым альбомом 2011 и 2012 годов. Три сингла из альбома — «Rolling in the Deep», «Someone like You» и «Set Fire to the Rain» — поднялись на вершину чарта Billboard Hot 100, Американская ассоциация звукозаписывающих компаний (RIAA) присвоила им статус многократно платиновых. За песню «Rolling in the Deep» Адель была удостоена трёх статуэток «Грэмми», включая победы в номинациях «песня года» и «запись года», а 21 был признан лучшим альбомом. В октябре 2012 года певица представила песню «Skyfall», ставшую заглавной композицией одноимённой кинокартины из серии фильмов о Джеймсе Бонде. Помимо широкого коммерческого успеха, «Skyfall» была тепло встречена критиками и победила в номинации «лучшая песня» кинопремий «Золотой глобус» и «Оскар».
В общей сложности было продано более тридцати миллионов экземпляров альбомов Адели; исполнительница была номинирована на премию «Грэмми» восемнадцать раз, из которых выиграла пятнадцать.

## Студийные альбомы
| Год  | Альбом                                                                                     | Сертификации (Пороги продаж) | Высшие позиции в чартах | Высшие позиции в чартах | Высшие позиции в чартах | Высшие позиции в чартах | Высшие позиции в чартах | Высшие позиции в чартах | Высшие позиции в чартах | Высшие позиции в чартах | Высшие позиции в чартах | Высшие позиции в чартах | Высшие позиции в чартах | Высшие позиции в чартах | Высшие позиции в чартах | Высшие позиции в чартах | Высшие позиции в чартах | Высшие позиции в чартах | Высшие позиции в чартах | Высшие позиции в чартах | Высшие позиции в чартах | Высшие позиции в чартах | Высшие позиции в чартах | Высшие позиции в чартах | Высшие позиции в чартах | Высшие позиции в чартах | Высшие позиции в чартах | Высшие позиции в чартах | Высшие позиции в чартах | Высшие позиции в чартах | Высшие позиции в чартах |
| Год  | Альбом                                                                                     | Сертификации (Пороги продаж) | GB                      | US                      | AT                      | AU                      | VL                      | WA                      | BR                      | CA                      | CH                      | CZ                      | DE                      | DK                      | ES                      | FI                      | FR                      | GR                      | HU                      | HR                      | IE                      | IT                      | JP                      | MX                      | NL                      | NO                      | NZ                      | PL                      | PT                      | RU                      | SE                      |
| ---- | ------------------------------------------------------------------------------------------ | --- | ----------------------- | ----------------------- | ----------------------- | ----------------------- | ----------------------- | ----------------------- | ----------------------- | ----------------------- | ----------------------- | ----------------------- | ----------------------- | ----------------------- | ----------------------- | ----------------------- | ----------------------- | ----------------------- | ----------------------- | ----------------------- | ----------------------- | ----------------------- | ----------------------- | ----------------------- | ----------------------- | ----------------------- | ----------------------- | ----------------------- | ----------------------- | ----------------------- | ----------------------- |
| 2008 | 19 - Выход: 28 января - Лейбл: XL (#XLCD313) - Форматы: CD (+CD), LP, ЦД                   | Список - ARIA: 2×Платиновый - BEA: 2×Платиновый - BPI: 7×Платиновый - BVMI: Платиновый - FIMI: Золотой - IFPI: 3×Платиновый - IFPI: Золотой - IFPI: Золотой - NVPI: 5×Платиновый - MC: 2×Платиновый - PROMUSICAE: Платиновый - RIAA: 2×Платиновый - RIANZ: Платиновый | 1                       | 4                       | 29                      | 3                       | 9                       | 38                      | 5                       | 4                       | 15                      | 10                      | 15                      | 14                      | 5                       | 26                      | 15                      | 12                      | 25                      | 9                       | 2                       | 20                      | 38                      | 35                      | 1                       | 7                       | 3                       | 9                       | 27                      | 15                      | 11                      |
| 2011 | 21 - Выход: 19 января - Лейбл: XL (#XLCD520) - Форматы: CD (+CD), LP, ЦД                   | Список - AFP: 2×Платиновый - AMPROFON: Бриллиантовый - APFV: Платиновый - ARIA: 14×Платиновый - BEA: 6×Платиновый - BPI: 16×Платиновый - BVMI: 8×Платиновый - FIMI: 7×Платиновый - GLF: 3×Платиновый - IFPI: 10×Платиновый - IFPI: Платиновый - IFPI: Платиновый - IFPI: 5×Платиновый - IFPI: Платиновый - IFPI: 2×Платиновый - IFPI: 2×Платиновый - IRMA: 18×Платиновый - NFPF: Платиновый - NVPI: 9×Платиновый - MC: Бриллиантовый - Mahasz: Платиновый - PROMUSICAE: 5×Платиновый - RIAA: Бриллиантовый - RIAJ: Золотой - RIANZ: 12×Платиновый - ZPAV: 2×Бриллиантовый | 1                       | 1                       | 1                       | 1                       | 1                       | 1                       | 1                       | 1                       | 1                       | 1                       | 1                       | 1                       | 2                       | 1                       | 1                       | 1                       | 1                       | 1                       | 1                       | 1                       | 4                       | 1                       | 1                       | 1                       | 1                       | 1                       | 3                       | 2                       | 1                       |
| 2015 | 25 - Выход: 20 ноября - Лейбл: XL (#XLCD740) - Форматы: CD, LP, ЦД                         | Список - BEA: 6×Платиновый - BPI: 6×Платиновый - BVMI: 5×Платиновый - FIMI: 2×Платиновый - Mahasz: 4×Платиновый - PROMUSICAE: 2×Платиновый - RIAA: 6×Платиновый - RIANZ: 6×Платиновый - RISA: 2×Платиновый - ZPAV: 4×Платиновый | 1                       | 1                       | 1                       | 1                       | 1                       | 1                       | 1                       | 1                       | 1                       | 1                       | 1                       | 1                       | 1                       | 1                       | 1                       | 1                       | 1                       | 1                       | 1                       | 1                       | 7                       | 1                       | 1                       | 1                       | 1                       | 1                       | 1                       | 1                       | 1                       |
| 2021 | 30 - Выход: 19 ноября - Лейбл: Columbia, Melted Stone - Форматы: CD, LP, стриминг, кассета | Список - IFPI: Платиновый/> - AMPROFON: Золотой | 1                       | 1                       | 1                       | 1                       | 1                       | 2                       | —                       | 1                       | 1                       | 2                       | 1                       | 1                       | 1                       | 1                       | 1                       | 1                       | 4                       | 1                       | 1                       | 1                       | 4                       | —                       | 1                       | 1                       | 1                       | 1                       | 1                       | —                       | 1                       |

## Мини-альбомы
| 2009                                                                  | iTunes Live from SoHo - Выход: 3 февраля - Лейбл: XL - Формат: ЦД      | —  | 105 | —   | —  |
| 2011                                                                  | iTunes Festival: London 2011 - Выход: 12 июля - Лейбл: XL - Формат: ЦД | 74 | 50  | 112 | 45 |
| «—» означает, что альбом не попал в чарт или не был выпущен в стране. |                                                                        |    |     |     |    |

## Синглы
| Дата                                                                 | Сингл                    | Альбом | Сертификации | Высшие позиции в чартах | Высшие позиции в чартах | Высшие позиции в чартах | Высшие позиции в чартах | Высшие позиции в чартах | Высшие позиции в чартах | Высшие позиции в чартах | Высшие позиции в чартах | Высшие позиции в чартах | Высшие позиции в чартах | Высшие позиции в чартах | Высшие позиции в чартах | Высшие позиции в чартах | Высшие позиции в чартах | Высшие позиции в чартах | Высшие позиции в чартах | Высшие позиции в чартах | Высшие позиции в чартах | Высшие позиции в чартах | Высшие позиции в чартах | Высшие позиции в чартах |
| Дата                                                                 | Сингл                    | Альбом | Сертификации | GB                      | US                      | AT                      | AU                      | VL                      | WA                      | CA                      | CH                      | CZ                      | DE                      | DK                      | ES                      | FI                      | FR                      | IE                      | IT                      | JP                      | NL                      | NO                      | NZ                      | SE                      |
| -------------------------------------------------------------------- | ------------------------ | ------ | --- | ----------------------- | ----------------------- | ----------------------- | ----------------------- | ----------------------- | ----------------------- | ----------------------- | ----------------------- | ----------------------- | ----------------------- | ----------------------- | ----------------------- | ----------------------- | ----------------------- | ----------------------- | ----------------------- | ----------------------- | ----------------------- | ----------------------- | ----------------------- | ----------------------- |
| 22.10.2007                                                           | «Hometown Glory»         | 19     | Список - BPI: Серебряный - MC: Золотой | 19                      | —                       | —                       | —                       | 53                      | 64                      | —                       | —                       | —                       | —                       | —                       | —                       | —                       | 51                      | —                       | —                       | —                       | 86                      | —                       | —                       | —                       |
| 21.01.2008                                                           | «Chasing Pavements»      | 19     | Список - BPI: Золотой - IFPI: Золотой - IFPI: Золотой - MC: Золотой - RIAA: Платиновый | 2                       | 21                      | 56                      | —                       | 10                      | 21                      | 28                      | —                       | 27                      | 46                      | 8                       | —                       | —                       | —                       | 7                       | 7                       | —                       | 3                       | 1                       | —                       | 37                      |
| 21.04.2008                                                           | «Cold Shoulder»          | 19     | | 18                      | —                       | —                       | —                       | 53                      | 69                      | —                       | —                       | —                       | —                       | —                       | —                       | —                       | —                       | —                       | —                       | —                       | 68                      | —                       | —                       | —                       |
| 27.10.2008                                                           | «Make You Feel My Love»  | 19     | Список - BPI: Золотой - MC: Золотой - RIAA: Золотой | 4                       | —                       | —                       | —                       | 67                      | —                       | —                       | —                       | —                       | —                       | —                       | —                       | —                       | —                       | 5                       | —                       | —                       | 1                       | —                       | —                       | 44                      |
| 29.11.2010                                                           | «Rolling in the Deep»    | 21     | Список - ABPD: Платиновый - AMPROFON: 5×Золотой - ARIA: 7×Платиновый - BEA: 2×Платиновый - BPI: Золотой - FIMI: Мультиплатиновый - IFPI: 2×Платиновый - IFPI: 3×Платиновый - MC: 8×Платиновый - BVMI: Платиновый - RIANZ: 3×Платиновый - RIAA: 8×Платиновый      | 2                       | 1                       | 3                       | 3                       | 1                       | 1                       | 1                       | 1                       | 16                      | 1                       | 3                       | 5                       | 1                       | 3                       | 2                       | 1                       | 6                       | 1                       | 8                       | 3                       | 11                      |
| 24.01.2011                                                           | «Someone like You»       | 21     | Список - ABPD: Платиновый - AMPROFON: 3×Золотой - ARIA: 7×Платиновый - BEA: Платиновый - BPI: 2×Платиновый - BVMI: Платиновый - FIMI: Мультиплатиновый - IFPI: Платиновый - PROMUSICAE: Платиновый - MC: 6×Платиновый - RIANZ: 3×Платиновый - RIAA: 5×Платиновый | 1                       | 1                       | 2                       | 1                       | 2                       | 1                       | 2                       | 1                       | 1                       | 4                       | 2                       | 4                       | 1                       | 1                       | 1                       | 1                       | 43                      | 2                       | 5                       | 1                       | 3                       |
| 04.07.2011                                                           | «Set Fire to the Rain»   | 21     | Список - ABPD: Платиновый - AMPROFON: Платиновый - ARIA: 3×Платиновый - BEA: Платиновый - BPI: Платиновый - BVMI: Платиновый - IFPI: Платиновый - IFPI: Платиновый - FIMI: Мультиплатиновый - MC: 4×Платиновый - RIANZ: Платиновый - RIAA: 4×Платиновый          | 11                      | 1                       | 5                       | 11                      | 1                       | 1                       | 2                       | 4                       | 1                       | 6                       | 5                       | 24                      | 2                       | 9                       | 6                       | 3                       | 88                      | 1                       | 4                       | 8                       | 13                      |
| 05.11.2011                                                           | «Rumour Has It»          | 21     | Список - ARIA: Золотой - FIMI: Золотой - MC: Платиновый - RIAA: 2×Платиновый | 85                      | 16                      | 26                      | —                       | 46                      | 57                      | 16                      | —                       | —                       | 68                      | —                       | —                       | —                       | 172                     | —                       | —                       | —                       | 52                      | —                       | —                       | —                       |
| 05.11.2011                                                           | «Turning Tables»         | 21     | Список - ABPD: Золотой - ARIA: Золотой - FIMI: Платиновый - MC: Золотой - RIAA: Золотой | 62                      | 63                      | —                       | 34                      | 54                      | 52                      | 60                      | —                       | —                       | 85                      | —                       | —                       | —                       | —                       | —                       | 8                       | —                       | 45                      | —                       | —                       | —                       |
| 05.10.2012                                                           | «Skyfall»                | —      | Список - ARIA: Золотой - BEA: Платиновый - BPI: Платиновый - BVMI: Платиновый - FIMI: Мультиплатиновый - IFPI: Платиновый - IFPI: Платиновый - MC: 4×Платиновый - RIANZ: Золотой - RIAA: Платиновый                                                              | 2                       | 8                       | 2                       | 5                       | 1                       | 1                       | 3                       | 1                       | 1                       | 1                       | 2                       | 4                       | 15                      | 1                       | 1                       | 1                       | 20/69                   | 1                       | 7                       | 2                       | —                       |
| 23.10.2015                                                           | «Hello»                  | 25     | Список - ARIA: 5×Платиновый - BEA: Платиновый - BPI: Платиновый - BVMI: Платиновый - FIMI: 3×Платиновый - IFPI: Платиновый - PROMUSICAE: Платиновый - MC: 6×Платиновый - RIANZ: 4×Платиновый - RIAA: 6×Платиновый - GLF: 4xПлатиновый                            | 1                       | 1                       | 1                       | 1                       | 1                       | 1                       | 1                       | 1                       | 1                       | 1                       | 1                       | 1                       | 1                       | 1                       | 1                       | 1                       | 17                      | 1                       | 1                       | 1                       | 1                       |
| 22.01.2016                                                           | «When We Were Young»     | 25     | Список - ARIA: Золотой - BPI: Серебряный - MC: Платиновый - RIANZ: Золотой | 9                       | 14                      | 11                      | 13                      | 6                       | 22                      | 9                       | 5                       | 6                       | 29                      | 27                      | 54                      | 3                       | 15                      | 12                      | 56                      | —                       | 14/24                   | 23                      | 23                      | 16                      |
| 16.05.2016                                                           | «Send My Love»           | 25     | Список - MC: Золотой - RIANZ: Золотой | 112                     | 8                       | 56                      | 88                      | 4                       | 3                       | 79                      | 10                      | 7                       | 31                      | —                       | 46                      | 14                      | 64                      | 7                       | 40                      | —                       | 13/32                   | —                       | 4                       | 28                      |
| 14.11.2016                                                           | «Water Under the Bridge» | 25     | | 39                      | 26                      | 42                      | 23                      | 10                      | 25                      | 37                      | 77                      | 76                      | 80                      | —                       | 42                      | 20                      | 56                      | 27                      | 89                      | —                       | 25/71                   | —                       | 15                      | 74                      |
| 15.10.2021                                                           | «Easy on Me»             | 30     | | 1                       | 1                       | 1                       | 1                       | 1                       | 1                       | 1                       | 1                       | 1                       | 1                       | 1                       | 12                      | 2                       | 2                       | 1                       | 1                       | 48                      | 1                       | 1                       | 1                       | 1                       |
| 29.11.2021                                                           | «Oh My God»              | 30     | | 2                       | 5                       | 17                      | 6                       | 12                      | 2                       | 8                       | 7                       | 5                       | 24                      | 11                      | 38                      | 6                       | 48                      | 3                       | 62                      | —                       | 19/6                    | 6                       | 4                       | 2                       |
| 04.11.2022                                                           | «I Drink Wine»           | 30     | | 4                       | 18                      | —                       | 10                      | —                       | —                       | —                       | —                       | 55                      | —                       | 34                      | 95                      | —                       | 81                      | 5                       | 81                      | —                       | 30                      | 18                      | 7                       | 10                      |
| «—» означает, что сингл не попал в чарт или не был выпущен в стране. |                          |        | |                         |                         |                         |                         |                         |                         |                         |                         |                         |                         |                         |                         |                         |                         |                         |                         |                         |                         |                         |                         |                         |

## Видеоальбомы
| Год  | Альбом                                                                                | Сертификации | Высшие позиции в чартах | Высшие позиции в чартах | Высшие позиции в чартах | Высшие позиции в чартах | Высшие позиции в чартах | Высшие позиции в чартах | Высшие позиции в чартах | Высшие позиции в чартах | Высшие позиции в чартах | Высшие позиции в чартах | Высшие позиции в чартах | Высшие позиции в чартах | Высшие позиции в чартах | Высшие позиции в чартах | Высшие позиции в чартах | Высшие позиции в чартах | Высшие позиции в чартах | Высшие позиции в чартах | Высшие позиции в чартах | Высшие позиции в чартах | Высшие позиции в чартах | Высшие позиции в чартах | Высшие позиции в чартах |
| Год  | Альбом                                                                                | Сертификации | GB                      | US                      | AT                      | AU                      | VL                      | WA                      | CH                      | CZ                      | DE                      | DK                      | ES                      | FI                      | FR                      | GR                      | HU                      | IE                      | JP                      | MX                      | NL                      | NO                      | PL                      | PT                      | SE                      |
| ---- | ------------------------------------------------------------------------------------- | --- | ----------------------- | ----------------------- | ----------------------- | ----------------------- | ----------------------- | ----------------------- | ----------------------- | ----------------------- | ----------------------- | ----------------------- | ----------------------- | ----------------------- | ----------------------- | ----------------------- | ----------------------- | ----------------------- | ----------------------- | ----------------------- | ----------------------- | ----------------------- | ----------------------- | ----------------------- | ----------------------- |
| 2011 | Live at the Royal Albert Hall - Выход: 25 ноября - Лейбл: XL - Форматы: BD+CD, DVD+CD | Список - ABPD: 6×Бриллиантовый - AFP: Золотой - AMPROFON: 5×Золотой - APFV: Золотой - ARIA: 7×Платиновый - BPI: 3×Платиновый - BVMI: 3×Платиновый - FIMI: Золотой - MC: Бриллиантовый - PROMUSICAE: Золотой - RIAA: 10×Платиновый | 2                       | 1                       | 1                       | 1                       | 1                       | 1                       | 1                       | 29                      | 1                       | 1                       | 14                      | 1                       | 1                       | 42                      | 3                       | 1                       | 61                      | 3                       | 2                       | 1                       | 5                       | 1                       | 1                       |

## Видеоклипы
| Дата       | Песня                              | Режиссёр(ы)     |
| ---------- | ---------------------------------- | --------------- |
| 31.01.2008 | «Chasing Pavements»                | Мэтью Каллен    |
| 31.03.2008 | «Cold Shoulder»                    | Фил Гриффин     |
| 06.06.2008 | «Hometown Glory»                   | Пол Дагдейл     |
| 25.09.2008 | «Make You Feel My Love»            | Мэт Киркби      |
| 24.10.2009 | «Hometown Glory»                   | Рокки Шенк      |
| 03.12.2010 | «Rolling in the Deep»              | Сэм Браун       |
| 29.09.2011 | «Someone Like You»                 | Джейк Нэва      |
| 23.10.2015 | «Hello»                            | Ксавье Долан    |
| 17.11.2015 | «When We Were Young»               | Пол Дагдейл     |
| 22.05.2016 | «Send My Love (To Your New Lover)» | Патрик Дотерсон |
| 15.10.2021 | «Easy On Me»                       | Ксавье Долан    |
| 12.01.2022 | «Oh My God»                        | Сэм Браун       |
| 26.10.2022 | «I Drink Wine»                     | Джо Талбот      |

## Прочие появления

### Релизы других исполнителей
| Год  | Релиз                   | Комментарий |
| ---- | ----------------------- | --- |
| 2007 | Matinée                 | Дебютный студийный альбом Джека Пеньяте, Адель выступила бэк-вокалисткой в песне «My Yvonne».                  |
| 2008 | «Many Shades of Black»  | Сингл The Raconteurs, би-сайдом к которому стала версия той же песни, записанная группой совместно с Аделью.   |
| 2009 | Love & War              | Студийный альбом Дэниела Мерриуизера, песня «Water and a Flame» содержит вокальную партию, исполненную Аделью. |
| 2009 | Everything Is New       | Студийный альбом Джека Пеньяте, в песне «Every Glance» присутствует вокал Адели.                               |
| 2011 | Black Thoughts Volume 2 | Микс-альбом Tyga, в песне «Reminded» используются семплы песни «Someone like You».                             |

### Участие в саундтреках
| Год  | Материал                 | Альбом                           | Песня                  |
| ---- | ------------------------ | -------------------------------- | ---------------------- |
| 2008 | «S1ngle»                 | S1ngle (De Originele Soundtrack) | «Chasing Pavements»    |
| 2009 | «90210: Новое поколение» | 90210 (Soundtrack)               | «Many Shades of Black» |
| 2011 | «Укуси и подуй»          | Morde & Assopra Internacional    | «Rolling in the Deep»  |
| 2012 | «Изысканная гравюра»     | Fina Estampa Internacional       | «Someone like You»     |
| 2012 | «Проспект Бразилии»      | Avenida Brasil Internacional     | «Set Fire To The Rain» |